# Igreja Matriz de Maracanaú
A Paróquia São José de Maracanaú (conhecida popularmente como Igreja Matriz de Maracanaú, ou apenas Matriz de Maracanaú) é um templo católico que coordena as atividades das demais igrejas e capelas do município. Localizada em frente à Praça Padre José Holanda do Vale (Praça da Estação), é a igreja mais antiga de Maracanaú e está sob o comando da Arquidiocese de Fortaleza.

## História
Foi instituída pela Arquidiocese em 2 de janeiro de 1952, por Dom Lustosa. Porém, antes disso, a paróquia existia desde 1786, ano na qual ela foi construída. Neste período estava acontecendo o contato como homem branco e os povos indígenas nas adjacências de Fortaleza, que hoje é Maracanaú. Em 19 de março de 1874, a capela foi inaugurada solenemente. Com Maracanaú sendo distrito de Maranguape a partir de 1902, a capela passa a pertencer à, oque atualmente é, a cidade vizinha de Maracanaú. Até que, em 1952, muda-se para o distrito de Maracanaú. Desde 2017, vem tramitando um projeto na Câmara Municipal de Maracanaú visando o tombamento da Igreja.

## Desabamento
Parte do teto e a torre da Paróquia São José, desabaram na manhã de 19 de fevereiro de 2025, deixando duas pessoas feridas. Chovia forte no município no momento do acidente. Conforme o Samu, as duas pessoas feridas, ambas do sexo masculino, foram levadas conscientes ao Hospital Municipal Dr. João Elísio de Holanda em Maracanaú.
Uma casa que fica ao lado da igreja foi atingida pelos escombros, que derrubou parte da parede da sala e danificou os móveis. Apesar do susto, os moradores da residência não ficaram feridos, mas saíram do imóvel por medo de outros incidentes. Equipes da Defesa Civil foram enviadas ao local e isolaram a igreja, a casa e imediações.
Após o desabamento, empresários da região se uniram para a construção de uma nova matriz.

## Galeria

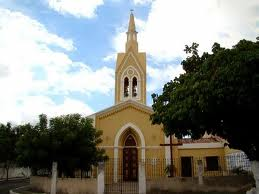
Igreja em 2016
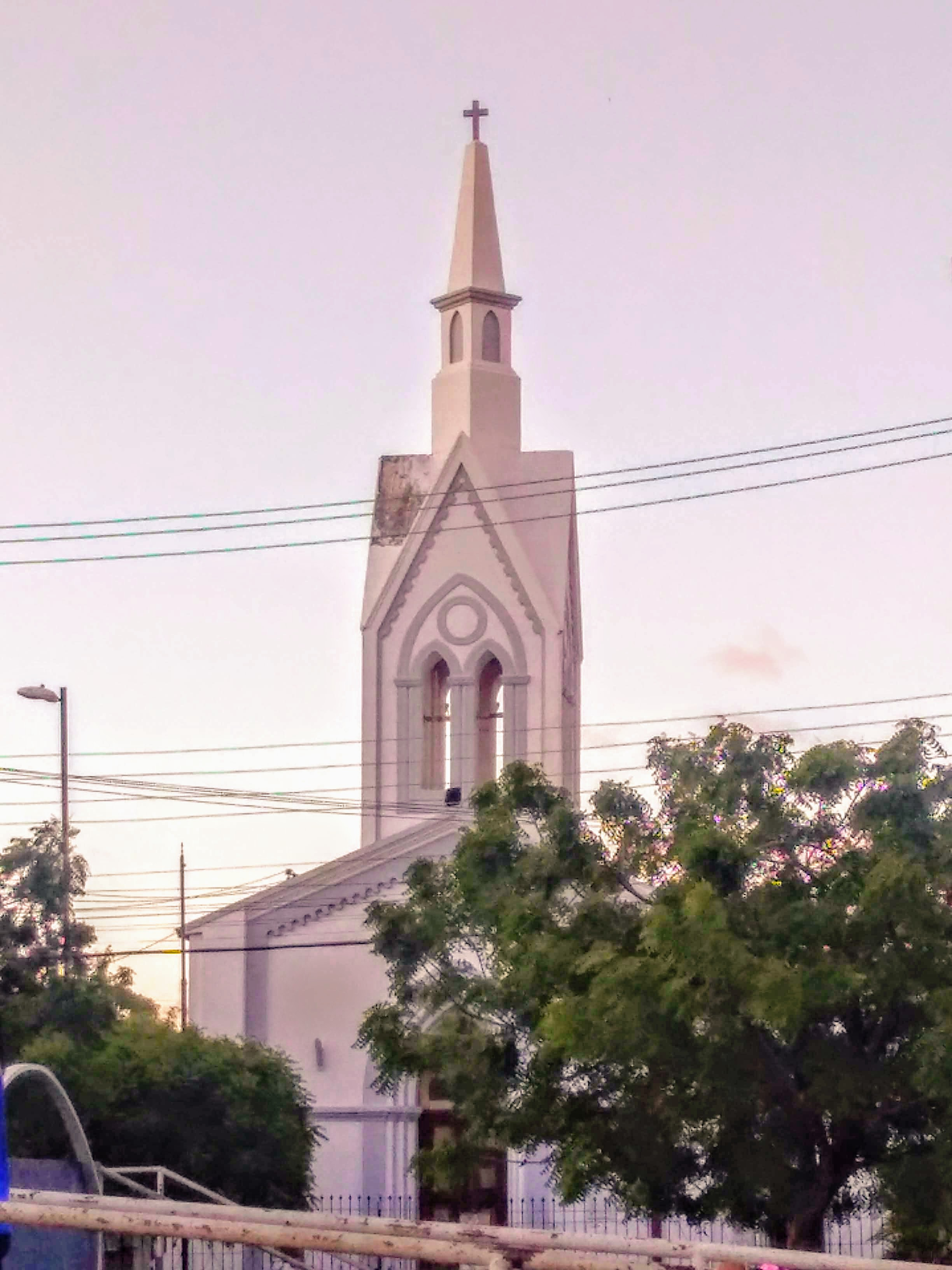
Igreja em 2019
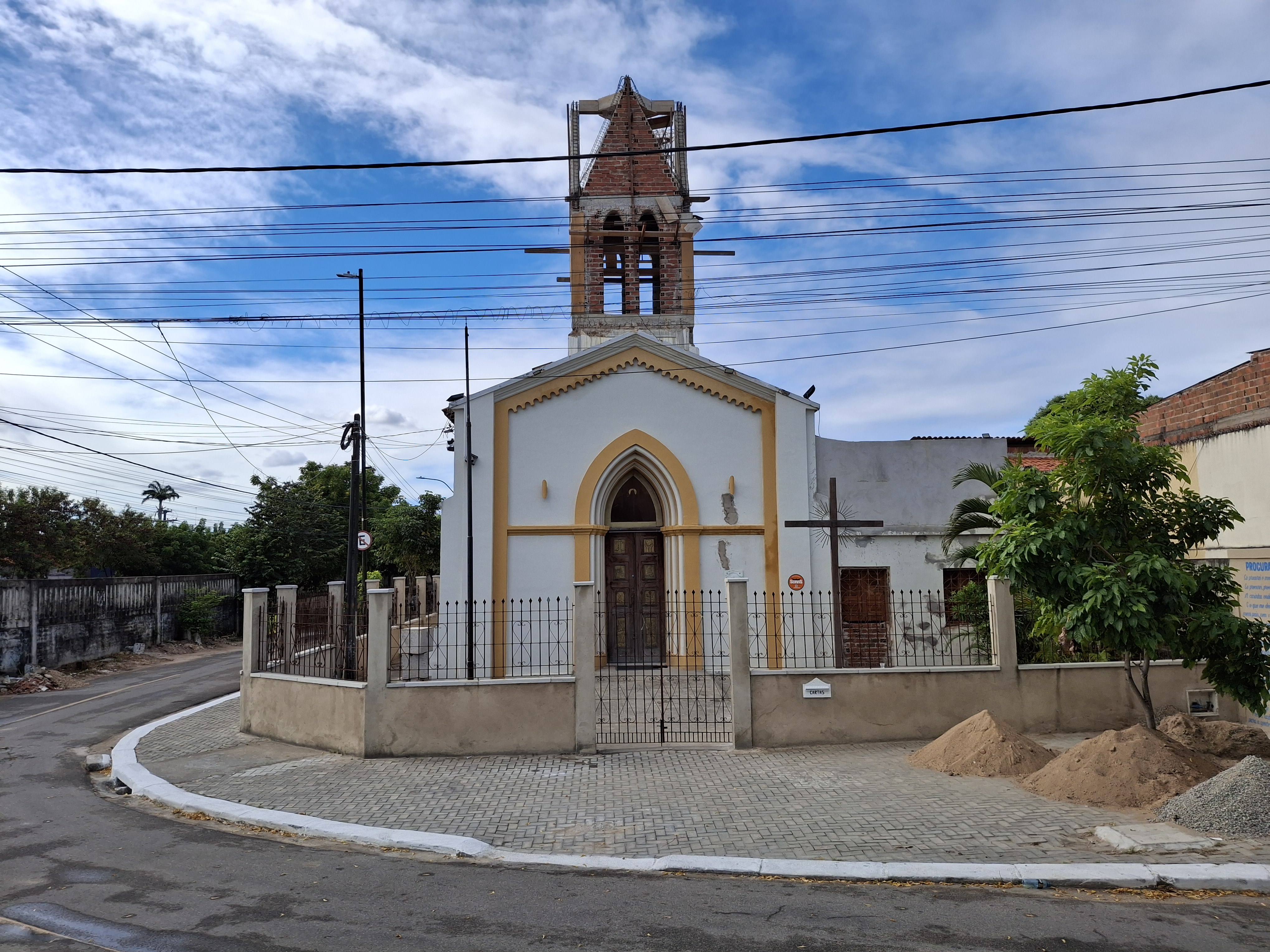
Igreja em 2025
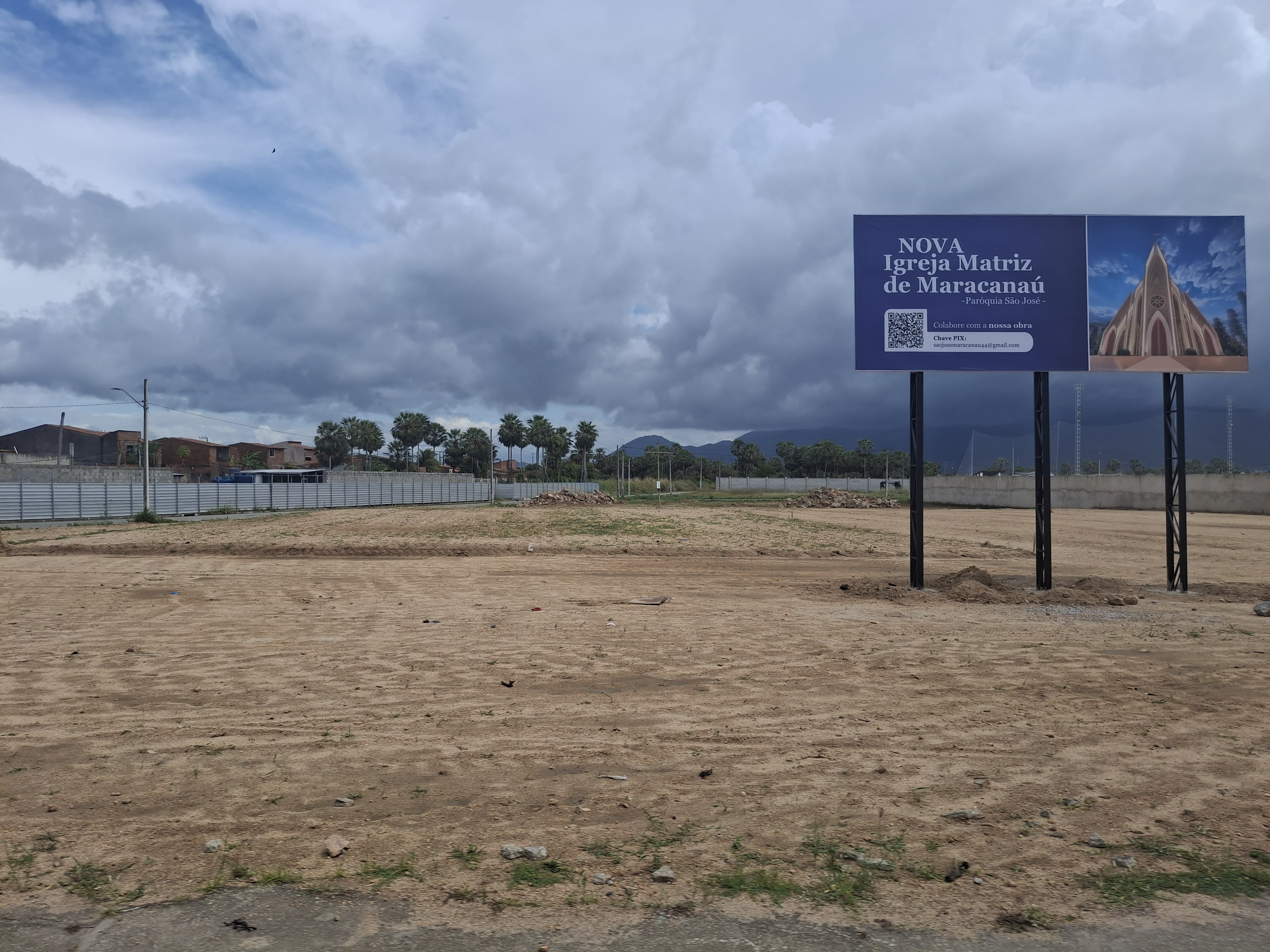
Futura Igreja Matriz